# Plokiophilinae
Plokiophilinae – podrodzina pluskwiaków z podrzędu różnoskrzydłych i rodziny Plokiophilidae.
Jedna z dwóch podrodzin Plokiophilidae. Jej przedstawiciele wyróżniają się od Embiophilinae brakiem kolców na przednich udach, tarczką mniej więcej tak szeroką jak długą oraz obecnością gruczołów korialnych na kliniku. Wyglądem przypominają dziubałkowate.
Pluskwiaki te zasiedlają sieci tropikalnych pająków, gdzie bytują jako komensale.
Do podrodziny tej należy 11 gatunków z 4 rodzajów:
- Pavlostysia Popov, 2008
- Plokiophila China et Myers, 1929
- Lipokophila Štys, 1967
- Plokiophiloides Carayon, 1974